# 自然哲学 (德国唯心主义)
自然哲学（德語：Naturphilosophie）是德国唯心主义哲学传统中的流派，出现于19世纪早期，主要关注自然研究。德语中更明确的名称为“浪漫主义自然哲学”（Romantische Naturphilosophie），即德国浪漫主义创立时发展起来的自然哲学。它与弗里德里希·谢林和格奥尔格·黑格尔的哲学著作关系密切。尽管后续依靠实验的自然科学的发展对其追随者的理论可信度产生了破坏性影响，谢林在这个方面的想法也始终存在争议，但仍然被认为具有哲学意义。